# Boston-Marathon 1927
| 31. Boston-Marathon    | 31. Boston-Marathon        |
| ---------------------- | -------------------------- |
| Stadt                  | Boston, Vereinigte Staaten |
| Datum                  | 19. April 1927             |
| Distanz                | 41,1 – 42,2 Kilometer      |
| Sieger                 |                            |
| Männer                 | Clarence DeMar (2:40:22 h) |
| ← Boston-Marathon 1926 | Boston-Marathon 1928 →     |
| Website                | Offizielle Website         |

Der Boston-Marathon 1927 war die 31. Ausgabe der jährlich stattfindenden Laufveranstaltung in Boston, Vereinigte Staaten. Der Marathon fand am 19. April 1927 statt. Die Laufdistanz betrug zwischen 41,1 und 42,2 Kilometer.
Es gewann Clarence DeMar in 2:40:22 h.

## Ergebnis
| Platz | Athlet              | Land               | Zeit (h) |
| ----- | ------------------- | ------------------ | -------- |
| 01    | Clarence DeMar      | Vereinigte Staaten | 2:40:22  |
| 02    | Yrjö Korholin-Koski | Finnland           | 2:44:41  |
| 03    | William Kennedy     | Vereinigte Staaten | 2:51:58  |
| 04    | Clifford Bricker    | Kanada             | 3:00:54  |
| 05    | Carl Linder         | Vereinigte Staaten | 3:02:21  |
| 06    | Édouard Fabre       | Kanada             | 3:06:12  |
| 07    | Harvey Frick        | Vereinigte Staaten | 3:07:10  |
| 08    | Tom Bury            | Vereinigte Staaten | 3:12:33  |
| 09    | Frank DiMaggio      | Vereinigte Staaten | 3:14:57  |
| 10    | George Duncan       | Vereinigte Staaten | 3:17:46  |